# Ann Coulter
Ann Hart Coulter (Nueva York, 8 de diciembre de 1961) es una abogada, columnista, comentadora política y escritora estadounidense. Se hizo conocida a finales de la década de 1990 por criticar abiertamente a la presidencia de Clinton y se basó en su experiencia escribiendo para los abogados de Paula Jones durante el pleito de acoso sexual contra Bill Clinton, así como en columnas que escribió sobre dichos casos.
Ha aparecido en televisión desde 1996 iniciándose en la cadena MSNBC para luego pasar por CNN y FOX News. Ha participado como invitada y comentarista en numerosos programas televisivos norteamericanos y extranjeros como el de Bill Maher, Good Morning America, The Tonight Show y Good Morning Britain de Piers Morgan.En 2001, el juez federal Richard Posner la incluyó en su lista de 100 Mejores intelectuales públicos de Estados Unidos y el 25 de abril de 2005 fue portada de la revista Time.Dispone de una columna sindicada para la Universal Press Syndicate que aparece en varios periódicos y sitios web entre ellos Breitbar, The Daily Caller, Yahoo y VDare. Hasta la fecha, Coulter ha escrito 13 libros, todos ellos han sido superventas del New York Times y ha vendido más de 3 millones de copias.
Se ha especulado que su libro de 2015 Adiós América! influenció el discurso sobre inmigración de Donald Trump durante su campaña presidencial de 2016.

## Infancia y juventud
Ann Coulter nació el 8 de diciembre de 1961 en la ciudad de Nueva York siendo hija de John Vicent Coulter, un abogado corporativo del FBI oriundo de Albany y de Nell Husbands Martin, ama de casa de Paducah, Kentucky. La familia de su padre era de clase obrera de origen irlandés católico y alemán asentada en Estados Unidos en el siglo XIX. Sus ancestros irlandeses emigraron durante la Gran Hambruna. Sus ancestros paternos tuvieron ocupaciones típicas para esa época como fabricación de ladrillos y tejas, carpintería y señalización de tráfico en obras de construcción. Estas familias residieron en los condados Albany, Ulster, Dutchess y Columbia del estado de Nueva York. Su familia materna proviene de pioneros puritanos de Inglaterra en la Colonia de Plymouth que llegaron a la América británica en el navío Griffin en 1633 junto al renombrado pastor Thomas Hooker. Entre sus ancestros maternos se hallan patriotas que combatieron en la Revolución Americana.
Tiene dos hermanos mayores: James, quien es contador y John, abogado. Su familia se estableció en New Canaan, Connecticut donde ella y sus hermanos se criaron. Coulter se graduó de la secundaria en la New Canaan Highschool en 1980.
Desde joven quería ser escritora pero pensaba que no podría vivir de eso por lo que decidió estudiar derecho. Mientras estudiaba en la Universidad Cornell fue editora del periódico universitario The Cornell Review y miembro de la hermandad estudiantil Delta Gamma. Se graduó en 1984 con un bachiller universitario en letras y con mención honorífica cum laude. En el año 1988 adquirió su Juris doctor de la Universidad de Míchigan donde fue editora de la revista Míchigan Law Review. Además, presidió la sección local de la Sociedad Federalista y estudió para ser periodista profesional en el Centro Nacional de Periodismo. En sus años formativos admiraba a la política y escritora Claire Boothe Luce, debido a su estilo satírico.

## Carrera
Al terminar la facultad de derecho fungió como asistente legal del juez Pasco Bowman II de la Corte de Apelaciones del Octavo Circuito. Ejerció como asistente legal en la ciudad de Kansas y se especializó en derecho de sociedades en Nueva York. Luego de ejercer el derecho de forma privada en la ciudad de Nueva York, Coulter trabajó para el Comité Judicial del Senado, donde estuvo a cargo de asuntos criminales e inmigratorios para el entonces senador de Míchigan Spencer Abraham y participó en el diseño de una ley para deportar a extranjeros convictos en el Comité Judicial del Senado en 1994 luego del éxito de los republicanos en las elecciones intermedias de 1994.Posterior a esto fue litigadora en el Centro para Derechos Individuales en Washington D. C., una firma de abogados con énfasis en la defensa de libertad de expresión, derechos civiles y libertad religiosa.Al cumplir un año en dicha firma, Coulter tomó un breve permiso de ausencia laboral para escribir su primer libro titulado High Crimes and Misdemeanors: The Case Against Bill Clinton (Grandes Crímenes y Contravenciones: El Caso Contra Bill Clinton).
Durante los años noventa participó en las revistas George y Human Events. Su forma de relatar le costó romper lazos con la revista National Review Online alegando que fue censurada y también con el diario Arizona Daily Star ya que los lectores se quejaban que el diario USA Today se negara imprimir su artículo en donde se burló de los concurrentes a la Convención Nacional Demócrata. 
Además de escribir columnas y libros, participa como comentarista en programas de televisión, de radio y en conversatorios de campus universitarios. En sus disertaciones ha recibido tanto aclamaciones como protestas violentas. Las últimas la han obligado a cancelar sus discursos al menos en dos ocasiones, una en UC Berkeley en 2017 y otra en su alma mater, la Universidad Cornell en 2022. En 2024, de vuelta como invitada en la Universidad Cornell pudo terminar su charla sobre inmigración pero fue interrumpida durante la sesión de preguntas y respuestas por una profesora de la misma casa de estudios que la acusaba de "racista", gritaba repetidas veces presentándose a sí misma como ¨una de esos ilegales de quienes estás hablando¨ e incluso llegando a mostrarle el dedo medio. La profesora en cuestión fue escoltada fuera del edificio por la policía por ´conducta desordenada´.
Normalmente pasa de entre 6 a 12 semanas del año dando charlas, en especial cuando va a lanzar un nuevo libro. En 2010, tuvo un ingreso estimado en 500,000 dólares sólo por sus discursos y charlas que generalmente abordan temas del conservadurismo moderno, matrimonio homosexual y lo que ella califica como la hipocresía del liberalismo moderno.En 2011 se sumó como miembro a GOProud, un grupo de homosexuales y aliados dentro del Partido Republicano.
Adicionalmente, ha aparecido en FahrenHYPE/911, documental que busca refutar a Fahrenheit 9/11; en un documental sobre sí misma conteniendo entrevistas y discursos y en un documental llamado Feeding the Beast.

## Posturas políticas

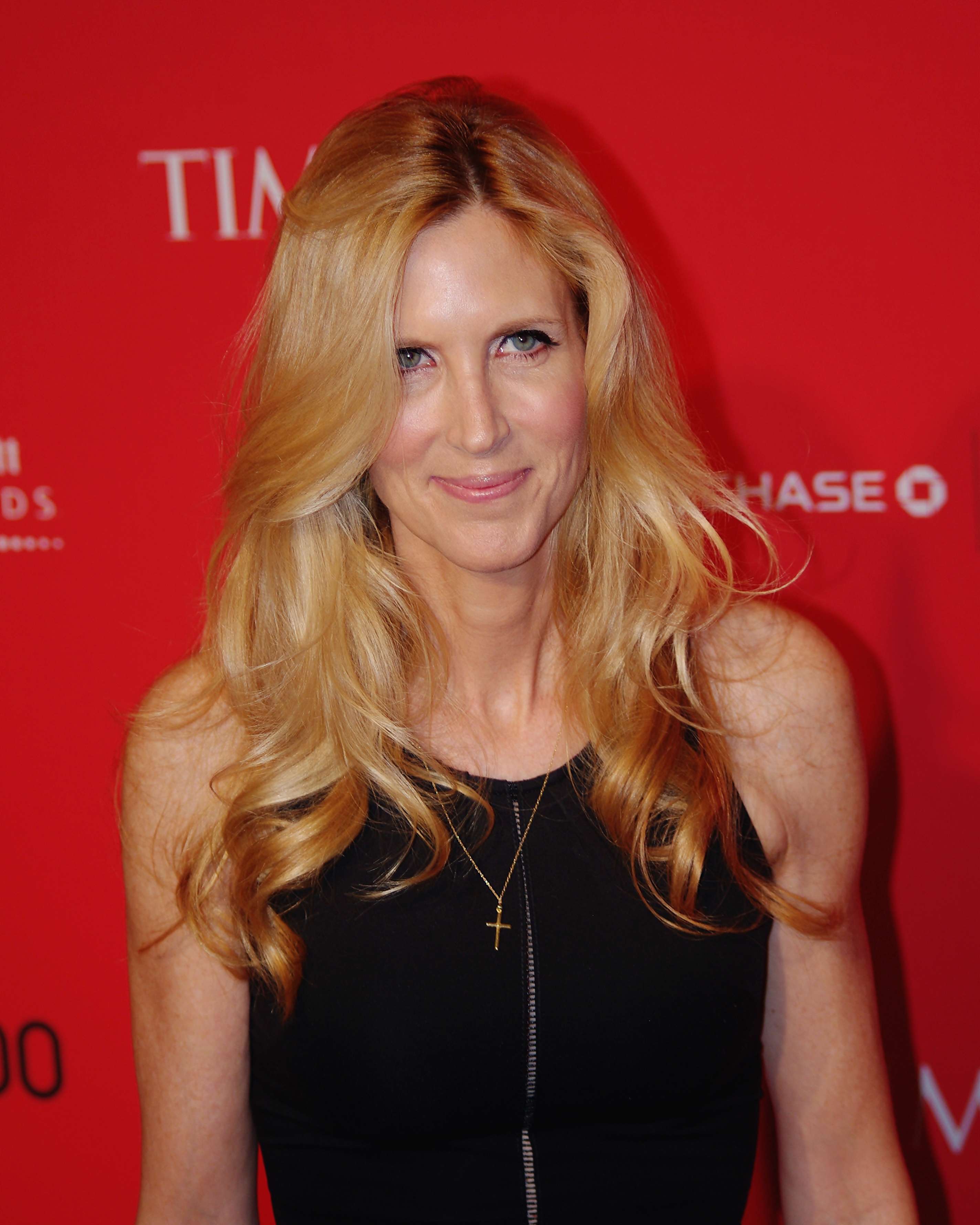
Coulter en 2012 en el evento de los 100 más influyentes de la Revista Time.

Ann Coulter es conservadora y como miembro de la Sociedad Federalista, es una firme defensora del federalismo, del originalismo en los derechos estatales y del textualismo. En 2003, se describió como una ¨típica ultra conservadora, de vestimenta provocativa, amante de hombres bronceados y amiga de homosexuales.¨ Está registrada en el Partido Republicano y fue miembro del consejo de consultoría del GOProud desde agosto de 2011. Cuando el comentador político británico Milo Yiannopoulos defendió inicialmente la pederastía, Coulter comentó, ¨Bien, Milo aprendió su lección. La pederastia es aceptable sólo para los refugiados e inmigrantes ilegales. En ese caso los izquierdistas van a apoyarte.¨

### Aborto
Coulter estuvo a favor del fallo Dobbs contra Jackson que anuló el precedente de Roe contra Wade y Planned Parenthood contra Casey, porque no cree en un derecho a la privacidad en esa circunstancia. Coulter piensa que el aborto es una cuestión concerniente a los estados y se opone a que el gobierno federal regule tanto a favor como en contra del mismo. Se describe a sí misma como una "fanática antiaborto". Ha expresado que prohibir la mayoría de los abortos después de las primeras 15 semanas de embarazo es "sorprendentemente razonable". Afirma que el aborto debería ser ilegal en la mayoría de los casos a excepción de la malformación fetal, la violación y el peligro para la vida o la salud de la mujer.

### Cristianismo
Coulter es cristiana presbiteriana. Fue criada por su padre católico y su madre protestante. En un charla pública dijo: ¨No me interesa nada más, Cristo murió por mis pecados, y no hay nada más importante que eso.¨
Al ser confrontada sobre que su estilo de escritura y su contenido literario es anticristiano, Coulter dijo que ella es ¨primero cristiana y después conservadora intolerante maliciosa.¨ Seis años después, en 2011, afirmó: ¨El Cristianismo motiva todo lo que escribo.¨

### Evolución
Coulter propone enseñar el diseño inteligente a la par que la teoría de la evolución. En su libro Godless califica a la teoría de la evolución como pseudociencia, y hace un contraste de sus creencias con lo que ella llama ¨la obsesión izquierdista con el darwinismo y la visión del mundo de Darwin, los que reemplazan la santidad de la vida por la santificación del sexo y de la muerte.¨

### Federalismo
Coulter está a favor, sin importar su opinión personal en los temas, de que cada estado conforme sus propias posturas sobre el aborto, la discriminación positiva, legalización del cannabis, pena capital, anticonceptivos, reforma de la justicia criminal, educación, regulaciones del medio ambiente, control de armas, leyes de delitos de odio, salud pública, leyes laborales, salario mínimo, religiosidad en espacios públicos, prostitución, matrimonio homosexual, leyes de sodomía, religión estatal, derecho al sufragio y la asistencia social.

### Libertades civiles
Coulter respaldó el Programa de Vigilancia Terrorista de la NSA dirigido a Al-Qaeda. Durante una aparición en el programa Stossel en 2011, dijo: "Ley PATRIOTA, genial, Guantánamo, genial, método submarino, no está mal, aunque la tortura convencional hubiera sido mejor". Criticó al político Rand Paul por "esta cosa anti-drones". Coulter se opone a las leyes sobre delitos de odio, calificándolas de "inconstitucionales". También afirmó que "las disposiciones sobre delitos de odio parecen vagamente dirigidas a las acciones a sangre fría, pero la ley ya puede encargarse de ellas sin enaltecer a algunas víctimas sobre otras".

### Derechos civiles
Aunque Coulter apoyó el fallo de Brown contra el Consejo de Educación, se mantuvo crítica con respecto a la desegregación del transporte en autobús, a lo que ella llamó "viaje en autobús forzado" y con los fallos judiciales contra la segregación racial posteriores a Brown contra el Consejo de Educación. Se mantiene a favor de las pruebas de alfabetización para votar, que según ella no son inconstitucionales ni están prohibidas en la Ley de Derechos Civiles de 1964. También apoya la Ley de Derechos Civiles de 1964.

### Derechos de la Mujer
Coulter rechaza "la convención académica del eufemismo y los rodeos verbales" y afirma que juega con la misoginia para promover sus objetivos; ella "domina sin amenazar". Sus detractoras feministas también rechazan la opinión de Coulter de que los avances logrados por las mujeres han llegado a crear una sociedad antimasculina y su pedido de que las mujeres sean rechazadas en el ejército por ser "más crueles que los hombres". Según las feministas, al igual que la fallecida antifeminista Phyllis Schlafly, Coulter utiliza una retórica tradicionalmente masculina como razonamiento sobre la necesidad de roles de género tradicionales, y lleva esta idea de dependencia feminizada a sus políticas gubernamentales.
Coulter dijo en 2021 que a las mujeres no deberían votar debido a que ¨las mujeres ven al gobierno como si fueran sus maridos...Dondequiera que se concede el voto a las mujeres, en cualquier estado y en cualquier país, el gasto público sube hasta las nubes.” 

### Inmigración
Coulter ha criticado las propuestas de inmigración del expresidente George W. Bush. En una columna de 2007, afirmó que el actual sistema de inmigración fue creado para reducir deliberadamente el porcentaje de origen europeo en la población. Coulter se opone a la Ley de Inmigración y Nacionalidad de 1965. Se opuso firmemente a la amnistía para inmigrantes indocumentados, y en el evento de la CPAC de 2013 dijo que se había convertido en "una votante de un solo tema, contra la amnistía".
En junio de 2018, durante la controversia provocada por la política de separación familiar de la administración Trump, Coulter describió a los niños inmigrantes como "actores infantiles" e instó al presidente a "no dejarse engañar por niños actores".
Coulter ha comparado la inmigración de personas no europeas a Estados Unidos con un genocidio. El medio en Internet Vox calificó a Coulter como uno de los tantos que daban voz al "mito del genocidio blanco" mientras que el SPLC cubrió los comentarios de Coulter de que si los cambios demográficos que estaban ocurriendo en los EE. UU. estuvieran siendo "legalmente impuestos a cualquier grupo que no fuera el blanco estadounidense, esto se llamaría genocidio".También ha afirmando que está ocurriendo un genocidio contra los agricultores blancos sudafricanos y que los bóeres son los "únicos verdaderos refugiados" en Sudáfrica.

### Derechos LGTB
Coulter está en contra del matrimonio homosexual, se opone al fallo Obergefell v Hodges y apoya una reforma constitucional que defina al matrimonio como la unión entre un varón y una mujer. Ella alega que no se opone al matrimonio homosexual por ser ¨anti-gay¨y que ¨oponerse al matrimonio gay es una postura verdaderamente a favor del matrimonio.¨ Coulter explica que el matrimonio homosexual podría ¨arruinar la cultura gay¨ porque ¨los gays valoran la promiscuidad por encima de la monogamia.¨
En un debate de C-SPAN de octubre de 2003, Coulter dijo que no había nada en la Constitución de Estados Unidos sobre el matrimonio entre personas del mismo sexo y que no creía haber adoptado todavía una posición sobre dicha cuestión. Cuando se le preguntó, hipotéticamente, como jueza de la Corte Suprema de los Estados Unidos (SCOTUS), si revocaría un estado que legalizase el matrimonio homosexual dijo que no lo haría. Cuando se le preguntó si apoyaría una reforma constitucional federal que defina el matrimonio como la unión de un hombre y una mujer, dijo que, como cuando surgió por primera vez, no lo hizo porque pensó que era inútil ya que la SCOTUS no estaba interpretando correctamente la constitución tal como es. El 18 de noviembre de 2003, el día en que se decidió el caso Goodridge contra el Departamento de Salud Pública, ella comenzó a ayudar a lanzar un iniciativa nacional para reformar la Constitución estadounidense para impedir el matrimonio entre personas del mismo sexo. Además, también se opone a las uniones civiles homosexuales. Cuando fue consultada al respecto de los derechos que tienen las parejas de hecho o matrimoniales, Coulter respondió: ¨Los gays ya pueden visitar a sus seres queridos en los hospitales. También pueden visitar a sus vecinos, conocidos y a extraños en hospitales como lo hace todo el mundo. Los gays también pueden dejarles sus bienes a quienes ellos quieran.¨ También afirmó que las relaciones homosexuales ya se hallan protegidas por la Cuarta Enmienda, la cual impide a la policía ingresar a tu residencia sin una orden de allanamiento o una orden judicial.
Coulter cree que la revocación de la ley Don`t Ask, Don`t Tell no fue una postura anti-gay sino que una postura ¨pro-milicia´ debido a que los ¨vínculos homosexuales compiten con los vínculos del ejército¨ Además. ha expresado su oposición al trato que recibe la gente LGBT en países como Cuba, China y Arabia Saudita.
En su libro del 2007 If Democrats Had Any Brains, They'd Be Republicans, ella argumenta que las políticas republicanas son más ¨pro-gay¨ que las de los demócratas. En 2010, Coulter asistió al evento HomoCon del GOProud, donde dio un discurso sobre porqué los gays deberían estar en contra del matrimonio homosexual.

## Declaraciones y opiniones

### Islam, los árabes y el terrorismo
En su columna del 14 de septiembre de 2001, Coulter elogió a su amiga, la abogada Barbara Olson, fallecida tres días antes en los atentados del 11 de septiembre y culminó la columna con un llamado a la guerra:
Los aeropuertos aplican con rigor el mismo acoso ridículo e inefectivo a la atleta olímpica Suzy Chapstick que a los secuestradores musulmanes. Es absurdo suponer que todo pasajero es un potencial homicida maníaco enloquecido. Sabemos quiénes son los maníacos homicidas. Son los que están festejando y bailando en este momento. Deberíamos invadir sus países, matar a sus líderes y convertirles al cristianismo. No fuimos delicados al localizar y castigar sólo a Hitler y sus altos oficiales. Bombardeamos en masa ciudades alemanas; matamos a civiles. Eso es la guerra. Y esto es guerra.
Debido a estos comentarios Coulter fue despedida como columnista del National Review, al cual posteriormente se refirió como "grupo de afeminados histriónicos"
Un día después de los ataques, Coulter afirmó que sólo los musulmanes podrían haber sido los perpetradores: "No todos los musulmanes pueden ser terroristas, pero todos los terroristas son musulmanes; al menos todos los terroristas capaces de montar una organización asesina conspiradora contra Estados Unidos que deja 7.000 muertos en menos de dos horas."
Coulter también mencionó el testimonio de la denunciante del FBI Coleen Rowley frente al Senado de 2002. Rowley había recriminado a sus superiores del FBI por no autorizar una orden de registro para el conspirador del 11 de septiembre, Zacarías Moussaoui, cuando este se negó a dar su consentimiento para el registro de su computadora. Coulter comentó: ´Sabían que era un musulmán y que el Servicio de Inteligencia francés había confirmado sus afiliaciones con grupos islámicos fundamentalistas radicales`. Coulter declaró que estaba de acuerdo con Rowley en que existía una causa probable en el caso. Citando una encuesta que encontró que el 98 por ciento de los musulmanes entre 20 y 45 años dijeron que no lucharían por Gran Bretaña en la guerra en Afganistán, y que el 48 por ciento dijo que lucharían por Osama bin Laden, Coulter afirmó que "cualquier musulmán que haya asistido a una mezquita en Europa -ciertamente en Inglaterra, donde vivía Moussaoui- ha tenido 'afiliaciones con grupos islámicos fundamentalistas radicales'", de modo que analizó que la postura de Rowley significaba que "existía una 'causa probable' para registrar la computadora de Moussaoui porque era un musulmán que había vivido en Inglaterra." Debido a que "la oficina central del FBI... se negó a hacer perfilados raciales, no lograron descubrir el complot del 11 de septiembre", afirmó Coulter.  Concluyó diciendo:"El FBI permitió que miles de estadounidenses fueran masacrados en el altar de la corrección política. ¿Qué más quieren los liberales?"
En otra columna escribió que había revisado las demandas de derechos civiles contra ciertas aerolíneas para determinar cuál de ellas había sometido a los árabes a la "discriminación más atroz" para que ella pudiera volar únicamente con esa aerolínea. También dijo que las aerolíneas debería alardear de los cargos de discriminación presentados en su contra en vez de negarlos. En una entrevista con el periódico británico The Guardian, dijo: "Creo que las aerolíneas deberían empezar a anunciar: 'Tenemos la mayor cantidad de demandas por derechos civiles presentadas contra nosotros por los árabes'". Cuando el entrevistador, Jonathan Freedland, le preguntó qué medios podrían usar los musulmanes para viajar. Coulter respondió: "Podrían usar alfombras voladoras".
A raíz del atentado en la maratón de Boston, Coulter le dijo en el programa de Sean Hannity, que la esposa del sospechoso del atentado, Tamerlan Tsarnaev, debería ser encarcelada por usar hiyab. Coulter continuó diciendo: "Asimilar a los inmigrantes a nuestra cultura realmente no está funcionando. Ellos nos están asimilando a nosotros a su cultura".

### Otros comentarios
Afirmó que Estados Unidos debería aplicar las mismas medidas que Israel ha puesto en marcha en la franja de Gaza para resolver el problema migratorio bombardeando a México. Además expresó que "Netanyahu podría resolver nuestros problemas en la frontera de la manera en la que resuelve los suyos", en el programa de Sean Hannity, transmitido por Fox News. 
Coulter también hizo referencia a los más de 400 niños muertos en la franja de Gaza: "Algunos mueren porque están asociados con la organización terrorista que está atacando a Israel. Somos un país, tenemos fronteras. ¿Por qué no podemos hacer lo mismo en Estados Unidos?", se preguntó.
Coulter además argumentó que mientras especialistas en el estado de Georgia ensayan por primera vez en humanos un nuevo suero con la esperanza de curar el mortífero virus del ébola, otros temen por la presencia de dos enfermos en ese país y expertos intentan contener (sin mucho éxito) el virus en África, Coulter le dice al médico estadounidense que contrajo la enfermedad cuando atendía a los infectados que hacerlo fue "idiota".
Reprendió al doctor Kent Brantly, quien regresó a EE. UU. el pasado 2 de agosto, por supuestamente costarle dinero a la fundación de caridad para la cual trabajaba al tener que viajar de regreso a su país para tratar su enfermedad. Ann comentó "Si (Brantly) le hubiera proporcionado atención médica a los editores, escritores, camarógrafos y expertos sin seguridad social, habría hecho un bien mayor que marinándose en enfermedades del Tercer Mundo. Si el Dr. Brantly hubiera trabajado en el Hospital Cedars-Sinai de Los Ángeles y hubiese convertido al cristianismo a un solo político influyente de Hollywood, le habría hecho un bien mayor a la humanidad que cualquier otro logro estando un siglo en Liberia. El ébola solo mata el cuerpo mientras que el virus de la bancarrota espiritual y la decadencia moral extendido por tantas películas de Hollywood infecta al mundo." Asimismo, ha dicho antes que trasladar al médico Kent Brantly fue un gasto inútil.
El jueves 22 de agosto de 2024, Coulter se convirtió en tendencia en redes sociales luego de que compartió la reacción emotiva del hijo adolescente de Tim Walz al ver a su padre aceptar la candidatura para la vicepresidencia de Estados Unidos con la frase ¨Hablando de cosas extrañas...¨ La publicación fue interpretada por los internautas como una burla hacia el adolescente ya que sus padres habían declarado que padece de trastorno de ansiedad, trastorno de aprendizaje no verbal y TDAH. Tras las críticas, Coulter eliminó la publicación.

## Respaldo a Candidatos Políticos
Coulter inicialmente apoyó la presidencia de George W. Bush, pero luego criticó su enfoque de la inmigración. Respaldó a Duncan Hunter y más tarde a Mitt Romney en las primarias presidenciales republicanas de 2008 y en las primarias presidenciales republicanas de 2012 y en su carrera presidencial. Tanto en las primarias presidenciales del Partido Republicano de 2016 como en las elecciones generales de 2016, respaldó a Donald Trump. Posteriormente, Coulter se distanció de Trump tras discusiones sobre políticas de inmigración; Coulter culpó al yerno y asesor de Trump, Jared Kushner, por la derrota de Trump en las elecciones de 2020, y dijo que Trump no había logrado cumplir con la clase obrera blanca. En agosto de 2024, Coulter se pronunció contra Donald Trump diciendo que era una "persona horrible", sin embargo, dijo que votaría por él en las elecciones de 2024 porque le agradaba su compañero de fórmula JD Vance y porque se necesita un muro en la frontera. Coulter expresó:"No puedo confiar en Trump, pero sí confío en que JD Vance se preocupe por la población más marginada."
Otros candidatos que Coulter ha respaldado incluyen a Greg Brannon (candidato en las primarias republicanas de 2014 para senador de Carolina del Norte), Paul Nehlen (candidato primario republicano de 2016 para el primer distrito del Congreso de Wisconsin en la Cámara de Representantes de los Estados Unidos), Mo Brooks (candidato en las primarias republicanas de 2017 para senador de Alabama ) y Roy Moore (candidato republicano a senador de Alabama en 2017).

## En la cultura popular
Coulter fue interpretada por la actriz canadiense Cobie Smulders en la serie Impeachment American Crime Story. Inicialmente fue Betty Gilpin la seleccionada para el papel el cual tuvo que abandonar por temas de su agenda personal. La serie retrata las acciones de Coulter como asistente durante el juicio de Paula Jones contra Bill Clinton.

## Libros publicados

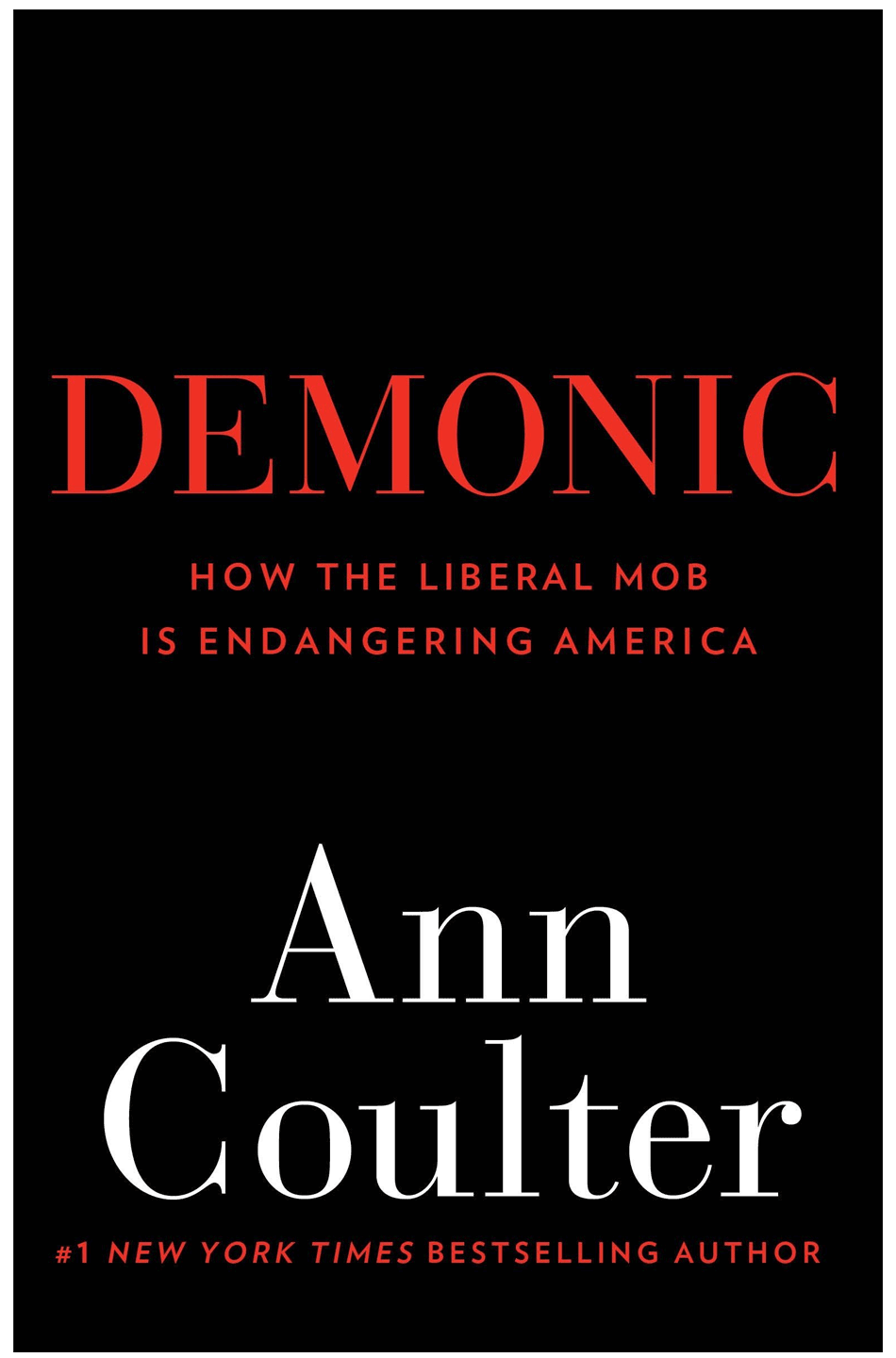
Portada del libro Demonic (2011) basado en estudios del psicólogo francés Gustavo Le Bon.

1. 1998, High Crimes and Misdemeanors: The Case Against Bill Clinton (Grandes crímenes y contravenciones: El caso contra Bill Clinton). Trata acerca del enjuiciamiento  (proceso de destitución) de Bill Clinton. Coulter critica al Senado de mayoría republicana por no haber logrado una condena.[2]
2. 2002, Slander: Liberal Lies About the American Right (Calumnia: Mentiras liberales sobre la derecha americana), 2002. Plantea que muchos periodistas norteamericanos tienen lazos con el Partido Demócrata, lo que parcializa sus reportes. Argumenta que Bush enfrentó una difícil y singular batalla por una cobertura favorable de los medios desde el mismo instante que hizo pública su intención de ser Presidente, lo cual ha sido el caso que se ha presentado desde la presidencia de Calvin Coolidge
3. 2004, Treason: Liberal Treachery from the Cold War to the War on Terrorism (Traición: la perfidia liberal desde la Guerra Fría hasta la guerra contra el terrorismo) proclama que los políticos demócratas y los medios han venido minando en secreto muchos de los objetivos que en política exterior Estados Unidos se ha propuesto desde finales de la Segunda Guerra Mundial. Coulter acusa a los progres de traición: "O bien son traidores o son idiotas" (p 16). Según ella Watergate, en lugar de ser una investigación acerca de la corrupción en el gobierno de Nixon, fue "la gran venganza de la izquierda contra él por decir la verdad acerca de Hiss" (p 10). Otras de sus afirmaciones en el libro son "Vietnam se perdió por causa de los demócratas", "Reagan ganó la Guerra Fría" y los Contras eran "anticomunistas". Revela su disgusto por Hollywood mencionando que "los actores están constantemente empeñados en riñas de primera plana para ocultar que en realidad son maricones jugando juegos de niñitas" (p 249).
4. 2004, How to Talk to a Liberal (If You Must): The World According to Ann Coulter (Cómo hablarle a un liberal (Si no te queda de otra): El mundo según Ann Coulter) es una recopilación de sus columnas lanzada en 2004.
5. 2006, Godless: The Church of Liberalism (Sin Dios: La iglesia del liberalismo). Argumenta que el liberalismo tiene todas las características de una secta religiosa a pesar de que niega y rechaza a Dios. Incluye pasajes que son iguales a obras de otras personas publicadas antes.[61]
6. 2007, If Democrats Had Any Brains, They'd Be Republicans (Si los Demócratas tuvieran cerebro, serían Republicanos). Expone los motivos que le llevan a considerar que el Partido Republicano es muy superior al Demócrata en la eficiencia de las acciones y políticas públicas que propone.
7. 2008, Guilty: Liberal victims & their assault on America (Culpables: las "víctimas" liberales y su atentado contra Estados Unidos), publicado en el año 2008. Ahí, Coulter desenmascara lo que considera el "mito" de la victimización de los liberales en los Estados Unidos.
8. 2011, Demonic: How the Liberal Mob Is Endangering America (Diabólicos: Cómo la turba liberal está poniendo en peligro a Estados Unidos). Basándose en el trabajo del psicólogo francés Gustave Le Bon sobre psicología de los grupos, Ann compara al liberalismo con una turba enfurecida.
9. 2012, Mugged: Racial Demagoguery from the Seventies to Obama (Asaltados: Demagogia racial desde los setentas hasta Obama), 2012: Asevera que los liberales, especialmente los demócratas, se han atribuido el mérito por los avances en los derechos civiles sin merecerlo mientras los republicanos son injustamente acusados de racistas.
10. 2013, Never Trust a Liberal Over 3 — Especially a Republican. Su segunda colección de columnas.
11. 2015, Adios, America!: The Left's Plan to Turn Our Country Into a Third World Hellhole  (Adiós América: El plan de la izquierda para hacer de nuestro país un infierno tercermundista), 2015: Es sobre inmigración, programas de amnistía y seguridad fronteriza en Estados Unidos.[62][63][8]
12. 2016, In Trump We Trust: E Pluribus Awesome (En Trump confiamos: E pluribus Espléndido). Explica que Trump supo escuchar las angustias del pueblo americano diciendo cosas que estaban prohibidas por la corrección política y exhorta a todos a apoyar a la revolución iniciada por Trump.[8]
13. 2018, Resistance is Futile: How the Trump-Hating Left Lost its Collective Mind (Resistir es Inútil: Cómo la izquierda que odia a Trump se ha vuelto loca). Trata de quienes se autoproclamaron la ¨resistencia¨, periodistas, políticos, universitarios, jueces, humoristas, estrellas de cine e incluso Oprah, quienes buscan escandalizar a la población al inventar conspiraciones entorno a Trump pero son ellos quienes atentan contra la democracia intentando invalidar el resultado de las elecciones.[5]

## Videos
- "The Best of Ann Coulter"